# Sovia albipectus
Sovia albipectus är en fjärilsart som beskrevs av De icéville 1891. Sovia albipectus ingår i släktet Sovia och familjen tjockhuvuden. Inga underarter finns listade i Catalogue of Life.